# Придорожный (Владимирская область)
Придорожный — посёлок в Камешковском районе Владимирской области России, входит в состав Брызгаловского муниципального образования.

## География
Посёлок расположен в 3 км на юго-запад от центра поселения посёлка Имени Карла Маркса, в 7 км на северо-восток от райцентра Камешково и в 3 км от ж/д станции Новки на линии Владимир — Ковров. 

## История
В 1,5 км от центра посёлка располагался Дмитриевский погост. Первые исторические сведения о церкви Димитрия Солунского на погосте в Пропастищах имеются в окладных книгах Патриаршего казённого приказа 1635 года. В 1738 году вместо сгоревшей была построена новая деревянная церковь и освящена в прежнее наименование — в честь Святого Великомученика Димитрия Солунского. В 1812 году на средства прихожан сооружена каменная церковь с колокольней и оградой. Престолов в церкви было три: в холодной — в честь Владимирской иконы Божией Матери и в тёплых приделах во имя Святого Великомученика Димитрия Солунского и во имя Святителя и Чудотворца Николая. Приход составлял две деревни: Новки и Шухурдино. В 1912 году на территории нынешнего посёлка была построена каменная церковь в честь Рождества Пресвятой Богородицы Владимирской женской общины Троицкого женского монастыря.
В 1966 году посёлок Монастырского торфопредприятия объединён с посёлком центральной усадьбы совхоза «Камешковского» и переименован в посёлок Придорожный Брызгаловского сельсовета. С 2005 года входит в состав Брызгаловского муниципального образования.
В 2008 году в посёлке началось восстановление Владимирской женской общины.

## Население
| 2002 | 2010 | 2021 |
| ---- | ---- | ---- |
| 25   | ↘11  | ↘8   |

## Достопримечательности
В посёлке расположена Владимирская женская община Муромского Свято-Троицкого женского монастыря с церковью Рождества Пресвятой Богородицы (1912). В 1,5 км от центра посёлка на бывшем Дмитриевском погосте находится восстанавливаемая церковь Димитрия Солунского (1805—1812).